# ジュゼッペ・ガリバルディ (空母)
ジュゼッペ・ガリバルディ（イタリア語: Giuseppe Garibaldi, C 551） は、イタリア海軍の航空母艦。イタリア海軍史上初めて戦力化された空母であり、法的制約のために当初はヘリ空母として建造されたが、後にハリアーII艦上攻撃機を搭載して軽空母として運用されるようになった。また後継艦の「カヴール」が就役すると、ヘリコプター揚陸艦に転用された。
艦名は、イタリア王国統一に貢献した19世紀の軍事家ジュゼッペ・ガリバルディに由来する。

## 来歴

### 空軍の成立と大戦での経験
1921年にジュリオ・ドゥーエ将軍が発表した『制空』は、イタリア統帥部に強烈な影響を与えた。1923年にイタリア王立空軍が発足すると海軍は全ての航空機を失って、洋上哨戒、艦隊防空、対艦攻撃などの海上航空作戦も空軍の所管となり、1937年の空軍法によって正式に固定翼機の運用を禁止された。しかし空軍は、宿命的に海上作戦に対する関心が薄く、訓練も十分ではなかった。
ワシントン海軍軍縮条約で、イタリア海軍の航空母艦のために6万トンが割り当てられていたにも関わらず、イタリア本土および北アフリカの航空基地から発進する陸上機だけで地中海の作戦海域は全てカバーできるとの判断のもと、その建造計画は具体化しないままに第二次世界大戦の開戦を迎えた。しかし大戦では、緒戦のカラブリア沖海戦から、最後の海戦となったペデスタル作戦に至るまで、空軍の非協力や拙劣な航空作戦のために勝機を逸し、あるいは艦隊の損害増大を招いた事例が続発することになった。これらの戦訓から空軍による航空支援の不足を痛感し、海軍は、1941年より改造空母として「アキラ」「スパルヴィエロ」の取得を試みたが、いずれも未完に終わった。

### 海軍の再建とヘリコプターの導入
大戦後、パリ条約によって一度は軍備制限を課されたものの、冷戦構造の成立とともに、北大西洋条約機構（NATO）の一翼を担うべく軍の再建が図られることになった。巡洋艦としては、当初は戦前に建造された艦が運用されていたが、1960年代中盤より、アンドレア・ドーリア級2隻と発展型の「ヴィットリオ・ヴェネト」が建造された。これらは地中海で艦隊や輸送船団の艦隊防空および対潜防御を担うものとして設計されており、テリア艦隊防空ミサイルとともに、充実した艦載ヘリコプターの運用能力を備えていた。
ただし予算の制約は厳しく、これらの新造艦の就役のために旧式艦多数の退役を余儀なくされるなど、海軍兵力整備は綱渡りの状況が続いており、当初計画されていたヴィットリオ・ヴェネト級の2番艦「イタリア」の建造も断念された。この状況を打開するため、1975年に総予算1兆リラ、10ヵ年計画の海軍法が成立し、質・量ともに充実が図られることとなった。
そしてこの海軍法のもとで、イタリア初の航空母艦として計画されたのが本級である。これはいわば、断念された「イタリア」をもとに、防空艦としての性格を省く一方で航空運用機能を強化したものであった。上記の空軍法の制約のため、当初はヘリ空母として建造されたが、下記の通り、当初から軽空母としての運用を想定した設計になっていた。

## 設計

竣工時の本艦を上から見た図

船型としては長船首楼型が採用されている。上部構造物は鋼製で、右舷側に寄せたアイランド方式とされている。船体には5層の甲板が設定されており、飛行甲板直下の格納庫甲板が主甲板とされている。13の水密隔壁によって区分されており、NBC対策としてそれぞれの区画は気密を保てるように設計されている。
主機としては、ルポ級フリゲートで高速機として搭載されていたのと同型のゼネラル・エレクトリック LM2500ガスタービンエンジン（フィアット社によるライセンス生産品）を4基、2基ずつ2軸に配したCOGAG方式となっている。なおトシ社製の逆転機能がある減速機が採用されており、推進器は可変ピッチ・プロペラではない。
小型の艦でも航空機の運用能力を確保するため、船体の水面下には引き込み式のフィンスタビライザーを片舷2枚ずつ計4枚装備して、安定化に努めている。

## 能力

### 航空運用機能
エンクローズ型艦首から続く全通飛行甲板は全長173.8×幅30.4メートルを確保しており、6つのヘリコプター発着スポットが設定されている。その前端部には角度6.5度のスキージャンプ勾配が設置されているが、当初は上記の空軍法のために固定翼機の運用が禁じられていたため、甲板への波浪の影響を避けるための設計であると説明されていた。
その直下の格納庫は、長さ110m×幅15m×高さ6mを確保しており、シーキングであれば最大12機、ハリアーIIであれば最大10機（およびシーキング1機）を収容できる。ダメージコントロールを考慮し、2基の防火カーテンで3つに区分できるようになっている。飛行甲板と格納庫を連絡するエレベーターは、舷側式ではなく船内設置方式を採用しており、やや右舷側に寄らせてアイランドの前後部に各1基の合計2基が設置されている。形状はいずれも8角形で長さ18m×幅10m、約15トンの耐荷重を有する。
なお上記の空軍法のために、当初はヘリ空母として運用されており、SH-3Dシーキング16機が搭載されていた。その後、1989年に空軍法が改正されるとともにハリアーII攻撃機（アメリカ海兵隊のAV-8B+の同型機）が発注されて、1994年より引き渡しを受け、同年11月に初着艦が行われた。
その後、2009年に後継となる「カヴール」が就役すると、本艦は固定翼機の運用を終了して、再びヘリ空母となった。現在ではヘリコプター揚陸艦として活動しており、SH-3D哨戒ヘリコプター7機とアグスタ-ベル 212ASW哨戒ヘリコプター4機に加えて、陸軍のアグスタ-ベル 205汎用ヘリコプター6機、A 129攻撃ヘリコプター3機およびCH-47輸送ヘリコプター2機の搭載が可能となっている。ただしその後も、「カヴール」の修理などの際には、その航空団を搭載することもある。

### 個艦防御機能

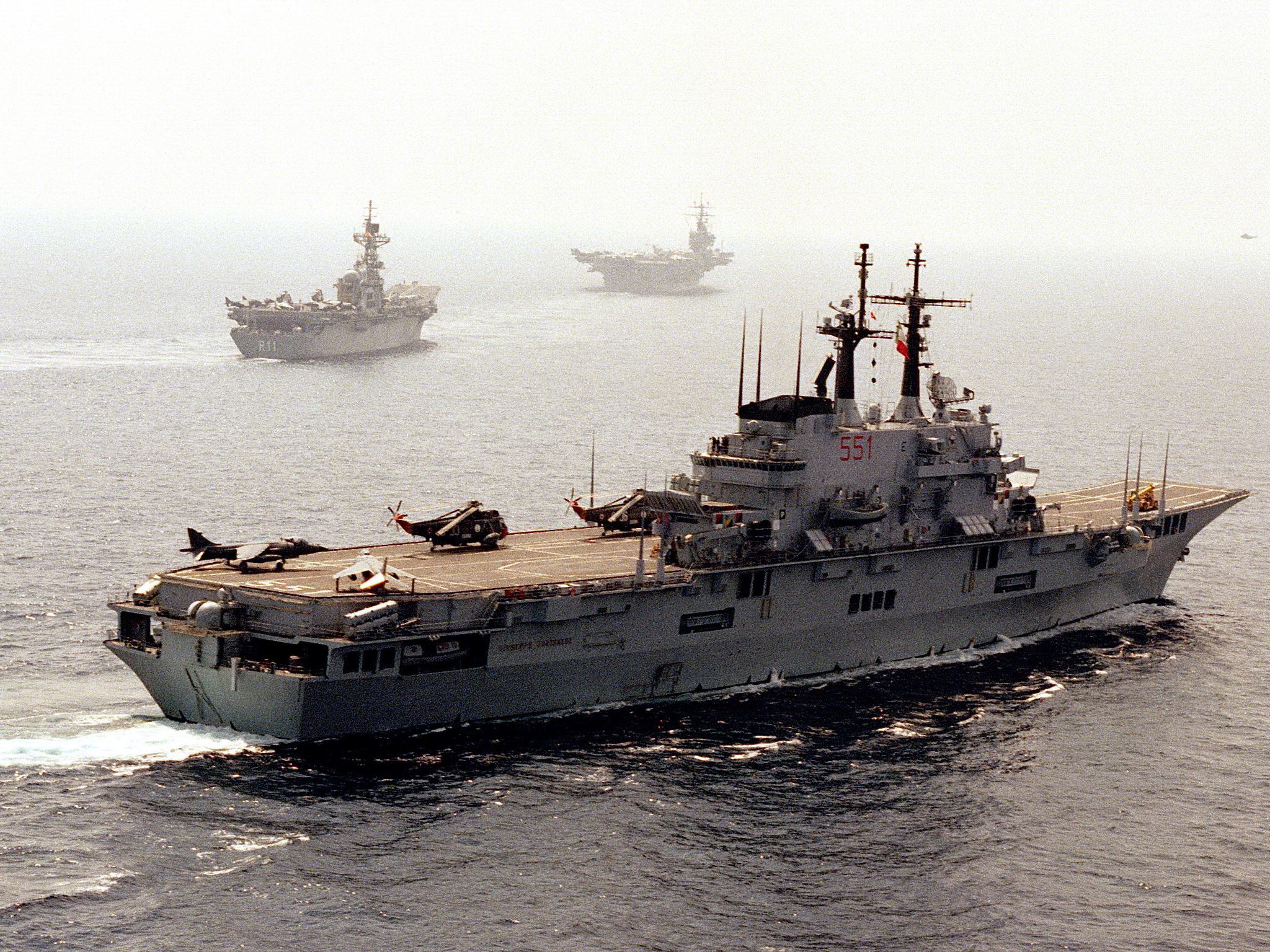
竣工時の艦影。艦尾の艦対艦ミサイルが見える。

本艦は重装備で知られており、就役時には、飛行甲板後部に片舷2基ずつ搭載されたテセオ艦対艦ミサイル単装発射筒4基による対水上打撃力、艦首のDE-1160LF 船首装備ソナーおよび右舷側の船体内に前後1基ずつ搭載されたILAS-3 3連装短魚雷発射管による対潜戦能力、アルバトロス個艦防空ミサイルによる防空能力を備えており、近接対空火器としてブレーダ・メッカニカ・ブレシャーナ社の40mmコンパット砲（ボフォース 70口径40mm機関砲の連装砲塔）を飛行甲板の前側に並列配置で片舷1基ずつ2基・甲板後部に1基の計3基を竣工時に搭載していた。この機関砲は、RTN-20X 射撃指揮レーダーなどと連接されて、CIWSとしてダルド・システムを構成していた。
このうち、とくに艦対艦ミサイルは、西側諸国の空母としては唯一の装備であったが、2002年から2003年にかけて近代化改装を行った際、指揮管制装置と通信装置の増設による重量増加、それに伴う重心の上昇を解消するために撤去された。この際に、ソナーもDE-1160LFから、同系列だがより高周波のWASS DMSS-2000（DE-1160のアレニア社派生版）に換装された。

## 艦歴
1977年11月21日に契約が締結され、1978年2月20日に正式な発注がなされた。1980年2月に設計作業が完了し、1981年3月26日に起工された。1984年12月3日より海上公試が開始され、1985年9月30日に竣工した。
ハリアー IIの配備直後の1995年1月には、早速、第二次国際連合ソマリア活動の撤退支援のために出撃し、ハリアーIIとともに初の実戦参加となった。このときには、3機のハリアーIIが上空警戒と武装偵察を実施して、良好な結果を残した。
2007年に新空母「カヴール」が就役するのと入れ替わりに大規模修理に入った。当初の計画では2016年までに退役することになっており、本艦とサン・ジョルジョ級強襲揚陸艦3隻の計4隻の更新用として、2万トン級強襲揚陸艦（LHD）3隻の建造が計画されていた。その後計画は変更され、本艦のみの更新用として3万トン級の強襲揚陸艦「トリエステ」が建造され、2019年5月に進水した。
2021年には、衛星打ち上げロケットのためのプラットフォームへの改装計画が発表された。また2025年には、インドネシア海軍が本艦およびハリアーIIの取得について検討していることが報じられた。
2024年10月1日、「トリエステ」の就役に合わせて退役。